# Миски (Каменський район)
Ми́ски (рос. Мыски) — селище у складі Каменського району Алтайського краю, Росія. Входить до складу Гоноховської сільської ради.

## Населення
Населення — 95 осіб (2010; 134 у 2002).
Національний склад (станом на 2002 рік):
- росіяни — 86 %